# Muisques
Els muisques (paraula muisca per gent) són un poble indígena de Colòmbia que va habitar l'Altiplà Cundiboyacense, des del segle vi aC fins a la conquesta espanyola el segle xvi, milers dels descendents directes dels quals encara viuen en localitats del districte de Bogotà com a Suba i Bosa, i en municipis veïns com Cota, Chía i Sesquilé. Els descendents mestissos d'aquest poble conformen gran part de la població colombiana actual que habita la serralada oriental.
El muisca (muyskkubun) formava part de la familia lingüística txibtxa.
Conreaven blat de moro, patata, quinoa i cotó, entre d'altres. Excel·lents orfebres, practicaven el canvi de mantes, sal, terrissa coca i maragdes amb els cacicats de les riberes del riu Magdalena (anapoimes, tocaimes, col·limes, panches).

## Organització sociopolítica

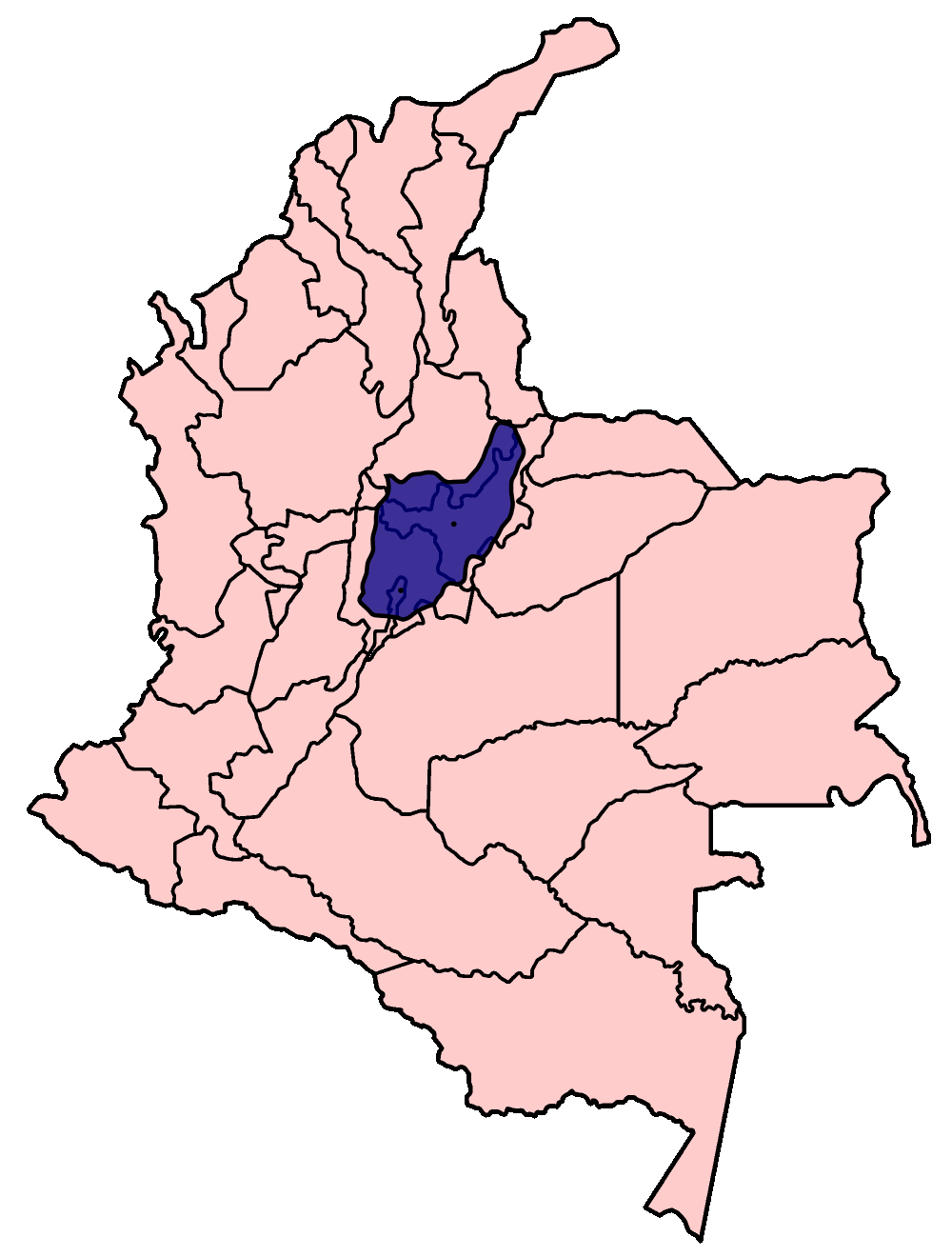
Ubicació del territori de la Confederació Muisca dins l'actual Colòmbia.

La Confederació Muisca era l'estructura politicoadministrativa que existia al moment de l'arribada dels conqueridors el 1537. Aquesta suposava el predomini dels psihiqua, caps o cacics, dins de cada comunitat. L'origen i part de l'explicació d'unitats polítiques que transcendia la comunitat s'ha de buscar als llaços de parentiu, com els que existien entre els cacics de Bacatà i Chía, Tunja i Ramiriquí o Duitama i Tobasía. Encara que la necessitat d'unir-se per executar obres, comerciar o d'aliar-se temporalment durant les guerres hagi exercit també un paper en l'articulació confederal, entre els muisques la tendència preponderant va arribar a ser la subjugació de les comunitats més febles per les més fortes, tot emprant mitjans militars.
El cacic dominant dins d'una confederació respectava el govern autònom dels cacics subordinats i mantenia la territorialitat de les respectives comunitats, però es convertia al màxim cap militar i a més el detentor final i principal beneficiari d'un sistema de tributs comunitaris que ha estat documentat. Operava una superposició d'estructures de cacics i comunitats dominants, subdominants i dominades, a la qual li corresponien cacics de jerarquia diferent, que els espanyols van anomenar «senyors», «cacics» (uzake, eren convocats als consells), «capitans» (sybintiba) i «capitans menors» (utatiba). S'heretava el càrrec per línia materna.
Les confederacions germanes, ubicades a l'Altiplà Cundiboyacense, àrea central de la Serralada Oriental dels Andes colombians, comprenien un territori d'aproximadament 46.972 km² (àrea una mica més gran que la de Suïssa: 41.285 km²), des del nord de Boyacá fins l'ermot de Sumapaz, i des dels cims fins als vessants de la serralada a la Cundinamarca oriental, limitant amb els Panches i Pijaos, tenia una població d'aproximadament un milió d'habitants. Però l'àrea d'influència de la cultura muisca és més gran, comprenent part de l'Amèrica Central.
Les confederacions conserven la sobirania, llavors és inexacte parlar d'un «planeta txibtxa» i molt menys d'un imperi txibtxa. No va ser un regne perquè no existia un monarca absolut i no va ser un imperi perquè els muisques no van sotmetre pobles no muisques al seu règim polític. En aquest sentit les confederacions txibtxes no poden ser comparades amb l'Imperi Asteca o amb l'Imperi Inca que li eren contemporanis. La importància política de la Confederació Muisca és que va ser la més gran i la confederació de tribus més organitzada del continent. Cada comunitat estava regida pel seu cap o cacic, tenia la seva autonomia i els habitants se sentien part de la seva confederació.
Els muisques no van tractar d'agregar a aquestes confederacions a altres ètnies, sinó que els seus caps es batien entre ells per unir-se a l'entorn del vencedor. La confederació, a més de ser entre tribus germanes, de la mateixa cultura i idioma, garantia el troc i la defensa comuna davant d'enemics externs. Per aquesta raó l'exèrcit depenia directament del màxim cap de la confederació (Zipa o Zaque) conformat pels güechas, els tradicionals guerrers muisques.

## Governants muisques
En arribar els europeus, hi havia dues confederacions principals, la d'Hunza (avui Tunja), el sobirà de la qual era el Zaque i la de Bacatà el sobirà de la qual era el Zipa. Ambdues confederacions tenien relacions polítiques estretes atesa l'afinitat ètnica i cultural, però mantenien rivalitat. A més de Bacatà i Hunza, els cronistes parlen de l'existència independent de les confederacions de Duitama (Tundama), i Sogamoso (el cap del qual era lIraca).
- Territori del Zipa (Dividit en quatre parts):

1. Cacicat de Bacatá: Funza, Tenjo, Subachoque, Facatativá, Tabio, Cota, Chía, Cajicá, Zipaquirá, Nemocón, Engativá, Bosa, Soacha i Zipacón.
2. Cacicat de Guatavita: Guatavita, Sesquilé, Guasca, Sopó, Usaquén, Estudiantina, Suba, Teusacá, Gachetá, Chocontá i Suesca entre d'altres.
3. Cacicat d'Ubaque: Ubaque, Choachí, Chipaque, Cáqueza, Usme
4. Cacicats de Fusagasugá: Fusagasugá, Pasca i Tibacuy.
5. Cacicats d'Ubaté: Ubaté, Cucunubá, Simijaca, i Susa.

- Territori del Zaque: Hunza, Ramiriquí, Machetá, Moniquirá, Tenza, Sutatenza, Somondoco, Soratá, Tibirita, Lenguazaque i Turmequé.

- Territori del Tundama: Duitama, Tobasía, Paipa, Cerinza, Ocavita, Onzaga, Soatá, Ibacucu, Sativa i Tibaná, entre d'altres.

- Territori de l'Iraca: Sogamoso, Bombaza, Busbanzá, Chipatá, Pesca, Pisba, Tópaga, Toca entre d'altres.

- Cacicats autònoms: Saboyá, Charalá, Chipatá i Saquencipa, Tacasquira, Tinjacá, entre d'altres. La confederació de Guanentá,[16] pertanyia als guanes, i la de Cocuy[17] als u'wa, pobles de llengües txibtxa, però independents.

La legislació muisca estava basada en la consuetúdine, és a dir, en la força de la tradició. Un determinat comportament més o menys acceptat per tots i aprovat per la màxima autoritat (zipa o zaque), era tinguda per tots com a força de llei. En aquest sentit la manera de legislar correspon naturalment a la manera organitzativa d'una confederació i d'aquesta manera la normativitat muisca tenia un admirable nivell administratiu. Els recursos naturals no podien ser privatitzats. Boscos, llacunes, erms, rius i recursos naturals en general pertanyien al bé de tots.

## Economia

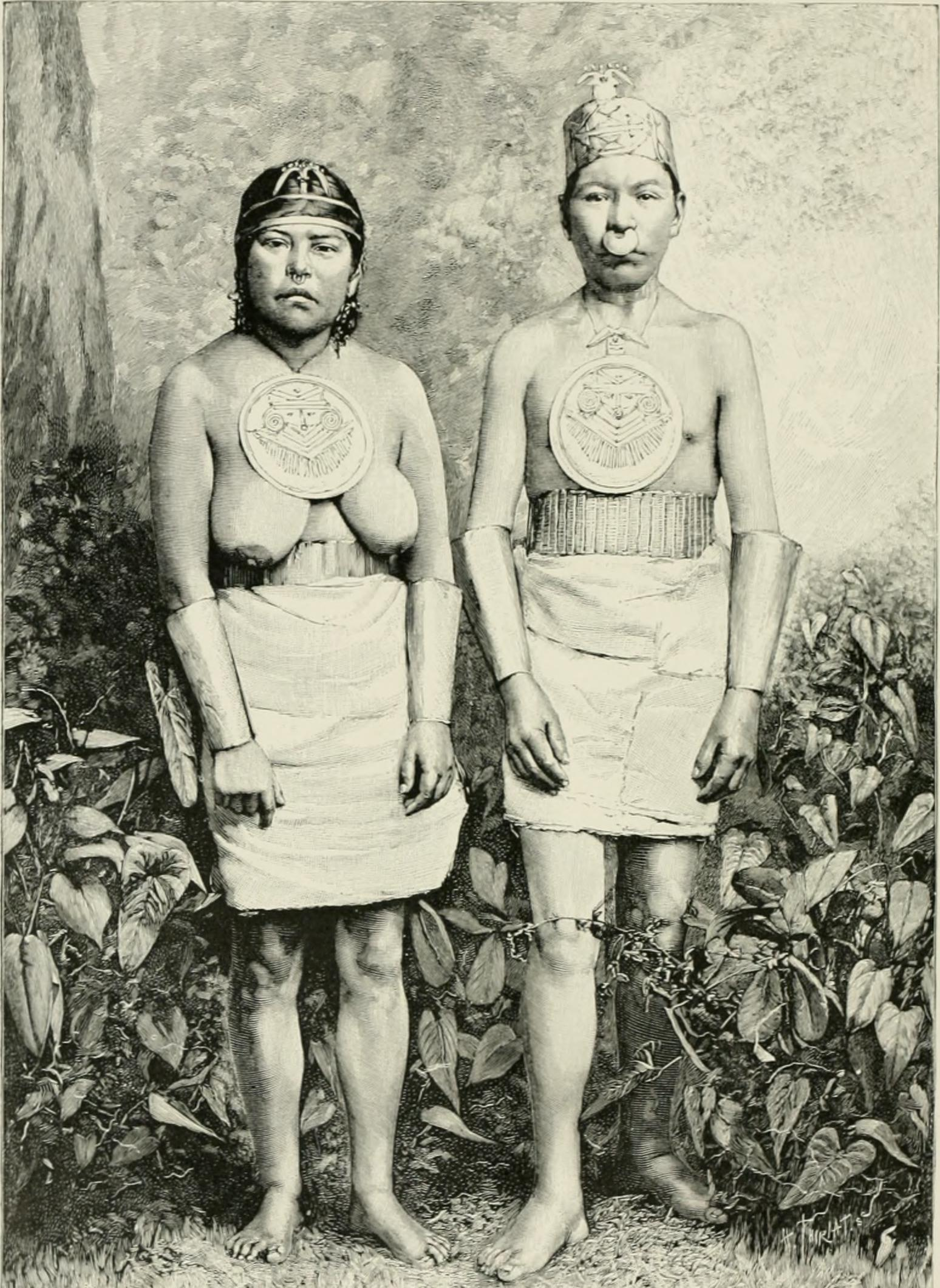
Muisques.

La Confederació txibtxa explotava els següents productes minerals:
- Maragdes: encara avui Colòmbia és el primer productor mundial de maragdes i es troben entre les més preades del planeta.
- Les mines de coure.
- Carbó: tant vegetal com mineral. Avui encara es continuen explotant mines de carbó, per exemple a Zipaquirá, i en aquest producte Colòmbia constitueix una de les principals reserves mundials.[18]
- Sal: les mines de sal de Nemocón, Zipaquirá i Tausa.
- Or: l'or era importat i va arribar a ser tan abundant que va ser material principal per a l'artesania muisca (orfebreria) amb finalitats religioses. Aquest material dins del territori de la Confederació sumat a la tradició de Guatavita crearien el mite d'El Dorado.

Era una societat agrícola que tenia un complex sistema de regadius. Altres activitats econòmiques fonamentals eren l'orfebreria i la terrissa. Es conserven peces úniques de l'art precolombí muisca de figures d'extraordinària finesa.
Cal esmentar especialment la producció tèxtil muisca. Sobre això diu Paul Bahn que les cultures andines van dominar totes les tècniques de teixit i decoració i ja el segle XXX aC havien desenvolupat teixits de cotó i produïen teixits d'extraordinària delicadesa superiors en molts casos als contemporanis.
L'arqueòloga Sylvia Broadbent (qui va estudiar teixits pintats de cotó), conclou que les tècniques dels muisques eren complexes per produir teles d'una sola peça amb nombrosos entreteixits i una capacitat de resistir el temps.
El mercat era lloc obligat de l'economia de les comunitats, que practicaven la compravenda i encara més el troc. Allà es canviaven productes de primera necessitat com el blat de moro, la sal, mel, fruites, grans i mantes i fins i tot articles de luxe com plomes d'ocell, coure, cotó, coca i caragols marins importats des del territori dels tayrons. Bacatá, Chocontá Pacho i Hunza tenien els més grans mercats de tot el territori. La moneda general eren uns «tejoletes» rodons d'or, encara que maragdes sal, coca i mantes de cotó també van ser emprades com a equivalents monetaris o per facilitar el canvi.

## Llengua
El muisca muysca cubun o muisk kubun, pertany a la família lingüística txibtxa que es va estendre per diverses regions d'Amèrica Central i el nord de Sud-amèrica. Els tayrona i els U'wa, que pertanyen a la mateixa família muisca, parlen un idioma relacionat, la qual cosa va permetre que els tres pobles establissin forts nexes d'intercanvi econòmic i espiritual. Moltes de les paraules muisques van entrar a formar part del castellà colombià així:
- Noms geogràfics: es van conservar els noms de poblacions i localitats. En moltes ocasions els conqueridors anomenaven una fundació espanyola amb un nom castellà i un altre de muisca (per exemple Santa Fe de Bogotà). La toponímia dels municipis dels departaments de Boyacá i Cundinamarca, majoritàriament provenen del muisca: Bogotà, Sogamoso, Zipaquirá, Chía, Soacha, Bojacá, Bosa, entre molts d'altres. També la paraula chucua per designar un pantà.
- Noms naturals: la curuba i l'uchuva, per exemple, són fruites.
- Relacions: al fill menor se li diu cuba, a una noia se li diu china i muysca vol dir gent.

## Cultura

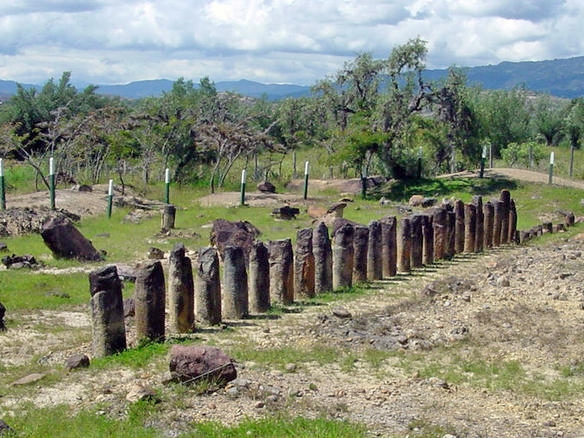
Ruïnes d'un antic observatori solar muisca a El Infiernito (a les proximitats de Vila de Leyva).

Els muisques constituïen i constitueixen una societat agroceràmica i manufacturera pertanyent a la regió andina del nord de Sud-amèrica. La manera d'organització política ja descrita els feia una unitat cultural compacta i disciplinada. L'aportació dels muisques a la identitat nacional colombiana avui són inqüestionables, i més encara tenint en compte que la Confederació txibtxa no era res més que la màxima representació politicoorganitzativa d'una cultura i d'una família lingüística gran. L'estudi de la cultura muisca és motiu de permanent recerca i això contribueix en part a entendre la identitat colombiana.

### Religió
Els sacerdots es formaven des de la infantesa i eren els responsables de dirigir les principals cerimònies religioses. Ningú a part dels sacerdots no podia entrar a l'interior del temple. La religió muisca contemplava els sacrificis humans, però és probable que a l'arribada dels espanyols aquests haguessin desaparegut temps abans i els relats de sacrificis humans entre els muisques siguin històries transmeses per tradició oral, ja que no existeix un testimoni de primera mà que esmenti un sacrifici humà contemporani sota la presència dels espanyols. En tot cas les fonts coincideixen que cada família havia d'oferir un fill als sacerdots, el qual era criat per ells com a persona sagrada i als 15 anys era sacrificat a Xue, fet que constituïa un honor per a la família i per a la víctima. Al costat de les activitats religioses, els sacerdots participaven de la vida de la comunitat amb recomanacions sobre l'agricultura o intervenint en casos de conflicte entre els líders polítics.

#### Culte solar

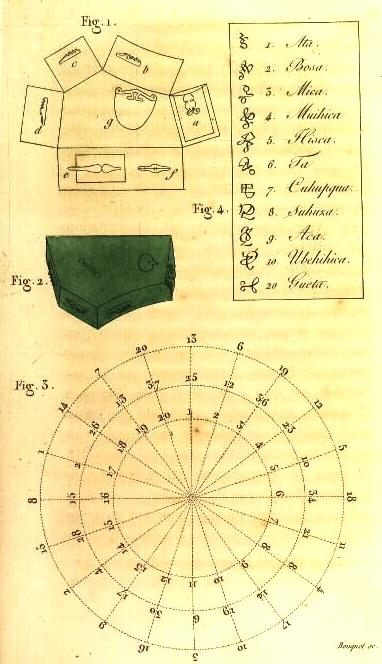
Calendari lunar dels muisques segons von Humboldt

Si bé no era un calendari gaire precís, els muisques coneixien el solstici d'estiu (el dia més llarg de l'any, que cau el 21 de juny). Aquesta era la data indicada per retre culte a Xue (el déu Sol). El temple de Sue estava a Sogamoso, la ciutat sagrada del sol i seu de l'iraca (sacerdot). D'aquest culte ve el nom de la ciutat: Suamox o Sugamuxi. Una processó de la cort del zipa es dirigia al Temple del Sol i el dia era motiu de gran festa i alegria entre el poble. Els habitants es pintaven el cos i s'embriagaven amb txitxa. Es feien ofrenes a Sue per demanar la benedicció de les collites anuals. També era l'únic dia en el qual la gent podia veure el zipa.

### Mitologia
La mitologia muisca estava molt bé documentada gràcies al fet que el territori de la Confederació muisca va ser escollit com a seu de l'administració colonial en una nova unitat administrativa d'un territori més vast conegut com a Nou Regne de Granada. Aquest factor va permetre que els més destacats cronistes s'establissin en Bogotà i recopilessin molta informació de primera mà. Alguns dels seus déus més importants són:
- Sue (El Sol): era el pare del panteó muisca i el seu temple era a Sugamuxi' o Suamox' (Sogamoso), ciutat 'sagrada del sol'. Era aquest el déu més venerat, especialment pels súbdits del Zaque que es consideraven fills de Xue i que li rendien culte a base de sacrificis humans molt sagnants i del consum d'ulls de nens, els quals eren extrets en el moment mateix del ritual.
- Chía (La Lluna): el seu temple estava en el que avui coneixem com el municipi de Chía i era venerada especialment pels súbdits del zipa, que es consideraven els seus descendents.

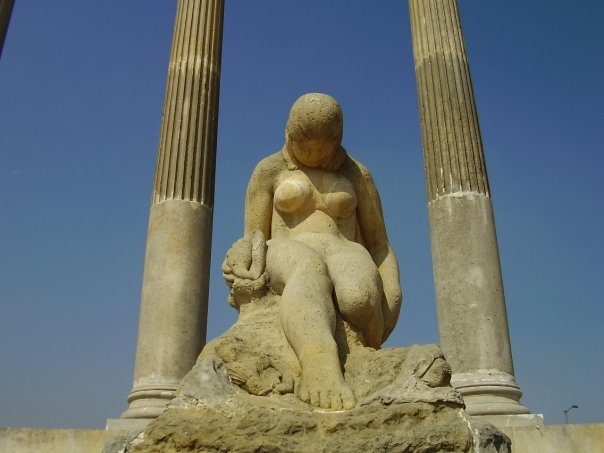
L'estàtua de la Deessa de l'Aigua va ser tallada en pedra per l'escultora de Bogotà María Teresa Zerda. La Deessa de l'Aigua - Sie s'identifica amb Bachué.

- Bochica: aquest misteriós personatge no era pròpiament un déu, però era digne de gran veneració. Com succeeix amb éssers mitològics d'altres pobles, potser es tracta d'un antic cap o heroi immortalitzat en els relats que protagonitza. Diu d'ell el relat que 'a la sabana, vivien els muiscas, però s'havien cansat de les inundacions, que podien ser causades o per Huitaca, la dona bonica i malvada, o Chibchacum (el protector dels agricultors). Llavors, del cel va sortir un arc iris, i d'ell va baixar un home blanc, amb barbes blanques i túnica. Aquest va dir anomenar-se Bochica i els va ensenyar a teixir. Bochica va escoltar les queixes dels muiscas sobre les inundacions, i amb el seu bastó d'or va partir dues pedres al caire del precipici on acabava la sabana i va sortir tota l'aigua, creant-se el salt de Tequendama. Bochica va castigar Huitaca i Chibchacum. A la primera la convertí en òliba, obligant-la a carregar el cel. A Chibchacum, el va obligar a carregar la terra, i cada vegada que se la canvia d'espatlla, la terra tremola.Plantilla:Demostrar Es creia que els zipas eren descendents de la lluna (Chía) i els Zaques del sol (Xue).
- Bachué: la mare dels muiscas. Diu d'ella el relat que 'un dia, de la llacuna d'Iguaque, va sortir una dona esvelta i bella, amb un nen als seus braços. Ella (Bachué), es va asseure a la vora de la llacuna i va esperar fins que el seu fill creixés. Quan aquest va assolir l'edat suficient, es van casar i van tenir molts fills, sent aquests fills els 'muiscas'. Bachué els va ensenyar a caçar, conrear, respectar les lleis i adorar els déus. Bachué va ser tan bona, que els mateixos muiscas es referien a ella també com Furachoque ('dona bona', en chibcha). Quan ja eren molt vells, Bachué i el seu Fill-Espòs van decidir tornar Iguaque i es van convertir en serps submergint-se en el llac. Aquell dia els muiscas, malgrat la seva tristesa sabien que Bachué, la seva mare, era feliç. ' ' De la llegenda existeixen altres versions. Per exemple aquella que diu que després de submergir-se a Iguaque, Bachué ascendeix al cel per a converirse en Chía, mentre que en altres versions Chía és una deessa diferent de Bachué  '.

### El Dorado
En 2000 la Bonne Radford va produir una pel·lícula de dibuixos animats a la que va titular The Road to El Dorado (La ruta cap a El Dorado). En ella dos aventurers espanyols s'embarquen a la missió de trobar la Ciutat d'Or. La pel·lícula barreja elements de les cultures Asteca, Maies i Inques, i fins i tot representa a Hernán Cortés, conqueridor de Mèxic. La mateixa va ser un èxit mundial, llevat que descontextualitza completament l'origen de la llegenda. El Dorado té com a origen la Confederació chibcha i la mateixa neix de l'antiga tradició del zipa d'ofrenar dons a la deessa Guatavita a la llacuna del mateix nom. Diuen els relats que el zipa es cobria completament d'or. Aquesta tradició que va ser coneguda per pobles circunveïns als muiscas, va atreure molt especialment els espanyols que van travessar les selves colombianes i veneçolanes a la recerca d'una Ciutat d'or amb tresors fabulosos. D'aquesta llegenda i seu legítim origen colombià, ve el nom de l'Aeroport Internacional El Dorado de Bogotà.

### Arquitectura
Els muiscas construïen les seves cases utilitzant com a principal material la canya i el fang per fer les tàpies anomenades bahareque. Les cases comunes eren de dues formes: unes còniques i altres de rectangulars. Les primeres consistien en una paret en cercle fet de pals enterrats com a pilars més forts sobre els quals se sostenia de costat i costat un doble entreteixit de canyes l'interstici del qual era espès de fang. El sostre era cònic i cobert de palles assegurades sobre vares. La profusió de tals construccions en forma cònica a la sabana de Bogotà, va donar origen que Gonzalo Jiménez de Quezada li donés a aquest altiplà el nom de Valls dels Alcàssers. Les construccions rectangulars consistien en parets paral·leles també de bahareque, com les anteriors, amb sostre a dues ales en forma rectangular.
Tant les construccions còniques com les rectangulars tenien portes i finestres petites. En l'interior el mobiliari era senzill i consistia principalment en llits fets també de canyes, anomenades barbacoes, sobre les quals s'estenia una gran profusió de mantes; els seients eren escassos, ja que els indígenes solien descansar ajupits a terra. A més de les cases comunes existien unes altres dues classes de construccions: una per als senyors principals, probablement el cap de la tribu i del clan, i altres per als caps de les confederacions chibchas, com els Zaque i els zipas.

## Història
La història precolombina dels muiscas és en realitat pobra per la pèrdua de molt material que permeti una reconstrucció detallada a causa de les guerres de conquesta durant el segle xvi. Tot el que se sap dels muiscas precolombins és gràcies a la tradició oral, les cròniques dels conqueridors i a les excavacions arqueològiques avançades especialment després de la Independència.

### Antecedents
Les excavacions realitzades en l'àrea de l'altiplà cundiboyacenc deixen proves d'una gran activitat humana en aquest territori a partir del període arcaic, és a dir, fa més de 10.000 anys, a l'inici de l'Holocè. Això va acabar amb una hipòtesi tinguda com a vàlida durant el segle xix; que els muiscas havien estat els primers habitants de l'Altiplà. Colòmbia compta a més amb un dels jaciments arqueològics més antics del continent, Clotada l'edat del qual és datable fins i tot de fa 13.000 anys. Altres vestigis arqueològics relacionats amb 'L'Ancó' ' determinen una cultura agrícola denominada abriense. Per exemple a Tibitó es van trobar artefactes 'abrienses' datats a partir del 9740 aC i a la Sabana de Bogotà, a l'abric de Tequendama altres eines lítiques que daten d'un mil·lenni més tard elaborades per caçadors especialitzats. Entre les troballes més apreciades es troben esquelets humans complets del 5000 aC. Les anàlisis han demostrat que els 'abrienses' eren una altra ètnia diferent dels muiscas amb el que s'acaba la hipòtesi que aquests van ocupar un territori buit.

### Poblament muisca
En l'actualitat els estudiosos coincideixen que el grup humà muisca va immigrar cap a l'Altiplà Cundiboyacense en una època compresa entre el 5500 aC i el 1000 aC, és a dir, durant el període preclàssic per les nombroses proves arqueològiques trobades en llocs com Aguazuque i Soacha. Com totes les cultures del preclàssic, els mateixos estaven en una transició entre caçadors i agricultors.
Des del 1500 aC van arribar a la regió grups d'agricultors portadors de tradicions ceràmiques incisas provinents de les terres baixes que inicien l'ocupació a través de les valls de vessant. Aquests grups tenen habitatges permanents i campaments estacionals. Entre les seves activitats econòmiques es destaca l'explotació de fonts d'aguasal. Al lloc de zipacón són recognoscibles les proves d'agricultura i terrisseria més antigues de l'altiplà, i daten del 1270 aC.
Entre el 500 aC i l'any 800 dC, va arribar una nova onada de pobladors a l'altiplà cundiboyacense la presència del qual està indicada per ceràmica pintada i per obres d'adequació agrícola i d'habitatge. Aquests grups romanen fins a l'època de la conquesta espanyola i han deixat abundants empremtes de la seva ocupació mitjançant les quals i amb l'ajuda dels testimonis escrits del segle xvi es pot reconstruir en forma detallada el seu mode de vida i organització sociopolítica. Pel que sembla els muiscas es van integrar la població que era abans que ells, però van ser els muiscas els que van definir el perfil cultural i la llengua estretament relacionada amb la dels pobles de la Sierra Nevada de Santa Marta (Kogui, Ijka, Wiwa i Kankuamo) i el vessant de la Sierra Nevada del Cocuy (U'wa).

### Història muisca
Fins al 1450, tot el que es narra abans d'aquella època, és de caràcter mitològic, per tal com es donava més la influència de les llegendes de personatges divins i semidivins dins de la cosmogonia muisca. Tanmateix, gràcies a la tasca dels cronistes de l'època de la conquesta i colònia de les Índies (com el de Lucas Fernández de Piedrahíta), s'han pogut reconstruir els últims anys d'existència històrica dels muiscas.

#### Les guerres civils i intertribals
Amb l'ascenció del zipa Saguamanchica, aquest es va mantenir en constants guerres contra diferents tribus hostils a la seva rodalia com els Sutagaos, Fusagasugaes, als que va sotmetre capturant i subordinant al seu màxim cacic Usatama i sobretot els panches, el que seria un seriós problema per als seus successors Nemequene i Tisquesusa en els anys venidors. Així mateix havien d'estar pendents de les onades d'invasors caribes i de la lluita hegemònica amb els Zaques de Hunza pel comandament del territori muisca, principalment per les mines de sal que eren preades per a l'economia i al temps amb els cacics rebels que s'alçaven en seu contra.
Se sap que Saguamachica va dominar als Sutagaos o Fusagasugaes, al cacic Ubaque que incendià el poble d'Usme, per conquerir el cor de la filla del zipa, Usminia, pretext de la guerra entre dos clans rivals, finalment va conquerir la confederació de Guatavita, però aquest cacic després de la seva derrota es va aliar amb el Zaque de Hunza, Michúa, amb qui va marxar a la batalla, malgrat la imprecisió dels registres històrics es creu que ambdós exèrcits sumaven uns 30.000 homes i que el camp de batalla seria a prop de Chocontá, en el transcurs de la batalla tant el Zipa com el Zaque van morir, donant pas a la retirada dels dos bàndols en contesa.
El Zaque va anar succeït per Quemuechantocha i el Zipa per Nemequene. Aquest últim es va destacar en els següents anys com una espècie de Carlemany muisca tant legislador com conquistador. Rebutjaria contínuament les invasions panches, fortificaria les fronteres, a més tipificaria els delictes i dictaria normes estrictes d'investigació i jutjament. Finalment es llançaria a la conquesta de les terres del Zaque, en una batalla similar a Chocontá es va enfrontar a Quemuechantocha, malgrat que els exèrcits del Zipa inclinaven la balança, Nuemequene va ser ferit per una sageta i retirat del camp de batalla va morir uns dies després, el que va provocar la retirada de les seves forces, el seu general Sagipa cobriria la retirada. Succeït pel seu nebot Tisquesusa se sap que va avançar una treva amb el Zaque, mentre organitzava els seus exèrcits. Però va ser sorprès pels espanyols derrotat i finalment mort a Facatativá en 1537. Quemuechantocha, Tundama, Suamox van caure amb facilitat davant dels poderosos exèrcits europeus.

#### La conquesta espanyola del territori
Mentre els governants muiscas s'embrancaven en guerres civils, els conquistadors espanyols ja s'avançaven en conquerir el territori colombià. Alguns d'ells Sebastián de Belalcázar, Gonzalo Jiménez de Quesada i Nicolás de Federmann, interessats en la recerca del tresor de El Dorado. Avisats de la imminent presència dels nous invasors, els governants muiscas se'n van valer per acabar els seus conflictes amb les tribus hostils però una vegada acabades les seves diferències amb elles, els espanyols aviat s'aprofitarien de la situació per conquerir la confederació i legitimar els seus actes davant de la Corona espanyola.
Morts els últims sobirans muiscas (Sagipa i Aquiminzaque), els cacics i el poble es van alçar tardanament contra els nous dominadors fins al 1542 quan el conquistador Gonzalo Suaréz Rendón finalment va sufocar els últims moviments de resistència. Inicialment la confederació va ser repartida per Belalcázar, Federmann i Quesada fins que la corona va designar a aquest últim com adelantado dels ajuntaments de Santa Fe i Tunja'.

#### Últims sobirans muiscas
- 'Zipas de Bacatá:[11]
  - Meicuchuca (1450-1470)
  - Saguamanchica (1470-1490)
  - Nemequene (1490-1514)
  - Tisquesusa (1514-1537)
  - Sagipa (1537-1538)
- 'Zaques de Hunza:
  - Michuá (fins i tot 1490)
  - Quemuenchatocha (1490-1537)
  - Aquiminzaque (1537-1541)

### Els muisques com a colònia
Desapareguda l'estructura de les dues confederacions muiscas com a estat sobirà, aquest va passar a integrar la realitat de les colònies espanyoles a Amèrica. El territori de les confederacions muiscas, ubicat en una de les regions més fèrtils dels Andes colombians, l'Altiplà Cundiboyacense i que havia donat com a resultat una de les civilitzacions més avançades de l'actual Colòmbia, va ser escollida pels espanyols com a cap administratiu d'una regió molt més gran a què van cridar Nou Regne de Granada. Aquest fet va ocasionar que la classe alta, la noblesa i la casta sacerdotal muisca fossin eliminats i només quedessin les capitanies. També va possibilitar que els espanyols més intel·lectuals s'interessessin per la civilització i registressin molta informació. Els millors terrenys en canvi van ser per als conquistadors i es van constituir els resguards indígenes per allotjar la població muisca sobrevivent, que alhora va ser sotmesa a encomiendas és a dir a l'obligació de treballar a les hisendes apropiades pels caps espanyols. L'època colonial contribuiria a donar una importància creixent a Santafé, l'antiga Bacatá, que jugaria un paper primordial en les lluites d'independència i de consolidació republicana. La guerra d'independència que va implicar la unitat de propòsit polític dels que serien tres estats (Colòmbia amb Panamà, Veneçuela i l'Equador), va ser liderada pels criolls, és a dir, els descendents dels conquistadors. En tal cas la participació dels afroamericans, indoamericans i mestissos va ser més aviat com a soldadesca, no menys important perquè van ser els que van posar el pit als poderosos exèrcits realistes més ben preparats.

#### Segle XX
Després de la independència (1810) el nou estat crioll va propiciar la dissolució dels resguards, dels quals van subsistir només el de Tocancipá. En 1940 va ser repartido i queda el de Sesquilé que va ser retallat pel consell municipal, fins i tot quedar només el 10 per cent de la seva mida original. El de Tenjo després de 1934 va quedar amb tan sols 54 hectàrees. El resguard de Cota va ser reconstituït amb un lot de terra comprat per la comunitat en 1916, reconegut entre 1991 i 1998, quan va ser retirat el reconeixement a la comunitat, que el va recuperar en 2006, però la formalització del resguard està en tràmit.
En 1948 es va prohibir la fabricació de chicha de maíz que no fos pasteuritzada i embotellada en envàs tancat de vidre. Aquest va ser un cop cultural als indígenes i al consum de la beguda tradicional muisca, que va disminuir els ingressos de moltes famílies d'origen indígena i es va agregar a la pèrdua de les terres. La prohibició va regir fins i tot 1991. El Festival de la chicha, el blat de moro, la vida i la dita se celebra al barri de Bogotà de 'La Perseverança' ' (principal lloc de producció de chicha) com una mostra de les tradicions ancestrals d'alegria i identitat.

#### Segle XXI
Des de 1989 s'ha donat un procés de reconstrucció dels ajuntaments|caps indígenes per les comunitats muiscas sobrevivientes. Actualment compten amb Ajuntament|Cap en funcionament les comunitats muiscas de Pugi, Bosa, Cota, Chía i Sesquilé. Els diferents ajuntaments|caps es van reunir del 20 al 22 de setembre de 2002 en Bosa en el I Congrés General del Poble Muisca  ' i van constituir el Cap Major del Poble Muisca, que es va afiliar a l'Organització Nacional Indígena de Colòmbia ONIC. Es van proposar la recuperació lingüística i cultural i la defensa del territori actualment ocupat, davant l'ordenació territorial que es vol imposar per a plans urbanístics i de turisme. També recolza a les comunitats muiscas com les de Ubaté, Tocancipá, Soacha, Ráquira i Tenjo, que defensin la seva identitat i recuperin la seva organització i drets específics.

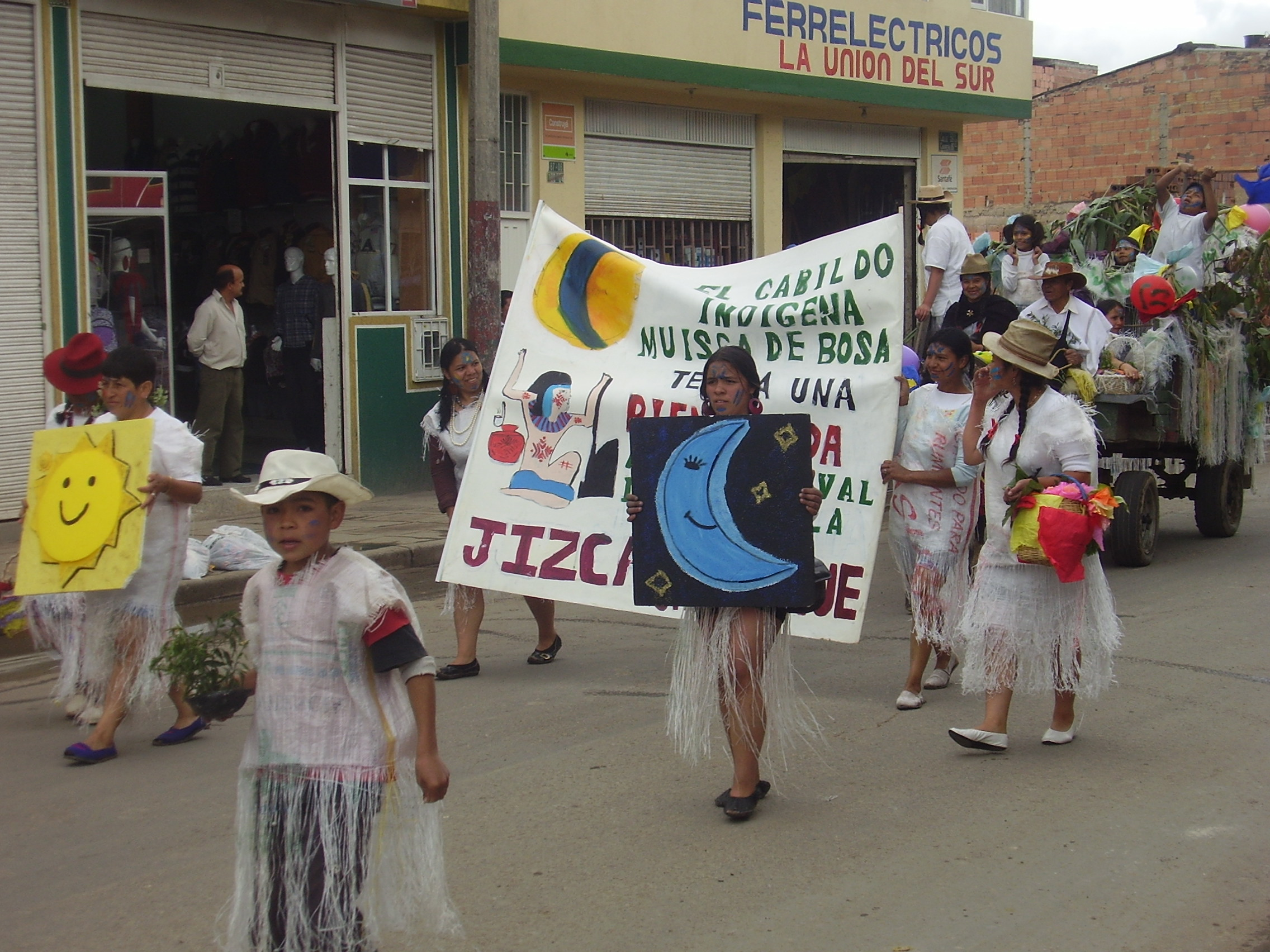
Comunitat descendent dels muisques a Bosa; s'observa la degradació d'aquesta cultura i l'intent de recuperar-la.

Els muisques de Pugi es van oposar amb èxit a la dessecació de la llacuna de Tibabuyes' i van aconseguir la recuperació de l’'Humedal de Juan Amarillo'. També han defensat la reserva natural del bescoll de 'La Lloriguera' que l'acta de dissolució del resguard considera terra comunal i, per tant, inalienable. la revista Suati' ('cançó del sol') divulga poesia i altres treballs|feines literaris i d'investigació d'autors muisques. La comunitat de Bosa ha aconseguit desenvolupar amb èxit un projecte de recuperació i exercici de la medicina|medecina tradicional, en conjunt amb l'Hospital Pablo VI i amb la Secretaria de Salut Distrital de Bogotà. la comunitat de Cota avança un programa de sobirania alimentària, ha reintroduït el cultiu de la quinua i realitza periòdicament esdeveniments de canvidels seus productes agrícoles, pecuaris i artesanals i participa dels mercats camperols que en Bogotà organitza el 'Comitè d'Interlocució Camperol i Comunal'.
Cap a finals de l'any 2006 aquest és l'informe de la població muisca contemporània:
- 3 caps muiscas: Cota, Chía i Sesquilé amb una població de 2318 persones.
- En el Districte Capital estan censades 5186 persones pertanyents a l'ètnia muisca, principalment a les localitats de Pugi i Bosa.
- Això no compta altres comunitats muisca en altres sectors del territori de les antigues confederacions ni de Colòmbia i no té en compte el mestissatge, és a dir, les persones que tenen avantpassats muisques.

Des d'algunes perspectives polítiques, la cultura muisca va desaparèixer a fi de l'estructura polític-organitzativa de les confederacions de Hunza i Bacatá a començaments del segle xvi. Fins i tot es diu que l'idioma muisca va morir definitivament cap a finals del segle xviii. Però l'esmentada percepció és un desencert històric i una negació cultural. Al contrari la cultura muisca viu, està present d'una o una altra forma en la cultura nacional colombiana i està present en moltes comunitats camperoles que han sobreviscut els convulsos segles que van arrabassar la sobirania d'un poble que encara ha d'aportar molt.

## Estudis muisques
Els estudis sobre la cultura muisca són abundants i tenen una llarga tradició. Les primeres fonts històriques sobre l'existència d'aquest poble estan en els anomenats Cronistes d'Índies la tasca del qual va durar els tres segles de l'existència de la Colònia Nou Regne de Granada. Després de les gestes de la independència (1810), es va presentar un fenomen que va ser útil als estudis sobre els muiscas: els criolls van establir com a capital la que fos la capital colonial, Santafé i la que al seu torn fos la capital de la Confederació del Zipa, Bacatá. Es va donar, doncs, un interès per documentar la idea que el territori de l'Altiplà Cundiboyacense havia estat en realitat el bressol d'una civilització avançada el procés d'esplendor del qual va ser bruscament detingut per la conquista.
Aquest fenomen social de recerca de la identitat que va beneficiar als muisques, va fer que la resta de les cultures que van habitar el territori de la qual cosa avui és Colòmbia anessin vistes com a salvatges. Un altre problema va ser la creença inicial de la qual els muiscas havien poblat un territori inhabitat, pel qual totes les troballes arqueològiques van ser atribuïdes als muiscas. El president Tomás Cipriano de Mosquera va convidar en 1849 al cartògraf italià Agostino Codazzi, qui va dirigir la Comissió Corogràfica amb Manuel Ancízar. Van fer estudis descriptius del territori nacional en el qual explicaven troballes arqueològiques. Els resultats de l'esmentada expedició van ser publicats en 1889 a Peregrinació Alfa.
Argüello García assenyala que l'objectiu de les esmentades expedicions donat el context recent de la constitució de la nova nació, era el de ressaltar la civilització de l'època precolombina i en tal sentit se centren en la Cultura Muysca com a parangó cultural. Aquesta percepció va tenir altres representants com Ezequiel Uricoechea a la seva obra Memòries sobre les Antiguitats Neogranadinas.
La contestació vindria de Vicente Restrepo que pren una via oposada: si els primers van voler veure en els muiscas un element de civilització superior, Restrepo a la seva obra Els chibchas abans de la conquesta espanyola els mostra en canvi com a bàrbars. Però Miguel Triana en la seva obra La civilització chibcha obre les portes a un nou interès i de nou es veuen centrades les investigacions al voltant dels muiscas. Triana va arribar a suggerir fins i tot que els nombrosos símbols d'art rupestre no eren una altra cosa que escritura, teoria aquesta bastant contestada. Un altre autor de destacar en aquesta època va ser l'arqueòleg colombià Wenceslao Cabrera Ortíz, el qual va proposar projectes d'una profunda investigació per a la interpretació de tot el material existent, especialment aquell de l'art rupestre. Cabrera replantejaria la teoria de la procedència migratòria dels muisques. La seva importància rau en la seva intenció de registrar i fer de l'arqueologia de Colòmbia una matèria d'estudi a les escoles i en cada regió. En 1969 es publica Monuments rupestres de Colombia i informes de les excavacions de El Abra el que, segons Argüello, obre una verdadera època de la investigació científica a Colòmbia.